# Australiscutum
Genre
Australiscutum est un genre d'opilions eupnois de la famille des Neopilionidae.

## Distribution
Les espèces de ce genre sont endémiques d'Australie. Elles se rencontrent au Queensland et en Nouvelle-Galles du Sud.

## Liste des espèces
Selon World Catalogue of Opiliones (26/04/2021) :
- Australiscutum graciliforceps Taylor, 2009
- Australiscutum hunti Taylor, 2009
- Australiscutum triplodaemon Taylor, 2009

## Publication originale
- Taylor, 2009 : « Australiscutum, a new genus of Monoscutidae (Arachnida: Opiliones) from eastern Australia, with the first record of asymmetrical chelicerae in Opiliones. » Insect Systematics & Evolution, vol. 40, no 4, p. 319-332.